# 1838
1838 (MDCCCXXXVIII) var ett normalår som började en måndag i den gregorianska kalendern och ett normalår som började en lördag i den julianska kalendern.

## Händelser

### Januari
- 28 januari – En hovmarskalk utnämns till major i Svea Livgarde, varvid en äldre officer förbigås. Härvid kritiserar publicisten Magnus Jacob Crusenstolpe kung Karl XIV Johan och häcklar denne, vilket leder till att han döms till fängelse senare under året.

### Februari
- 1 februari - Svenske John Ericsson får patent i USA för sin Skruvpropeller, Patent US 588[1]
- 2 februari – Los Altos förklarar sin självständighet från Guatemala.
- 5 februari – Första numret utkommer av Erik Gustaf Geijers Litteraturbladet, vars programförklaring markerar hans så kallade "avfall" (omvändelse) till liberalismen.
- 19 februari – Brand i Växjö.[2]

### Mars
- 7 mars – "Sveriges sångfågel", sopranen Jenny Lind, får sitt genombrott på operan i Stockholm i Carl Maria von Webers Friskytten.

### April
- 4–22 april – Hjulångaren SS Sirius (1837) genomför en transatlantisk korsning till New York i New York i USA från Cork, Irland, Storbritannien.[3]
- 8–23 april – Isambard Kingdom Brunels hjulångare SS Great Western (1838) genomför en transatlantisk korsning till New York i New York i USA från Avonmouth i England i Storbritannien på 15 dagar, och inrättar en reguljär ångbåtstjänst.[4]

### Maj
- 31 maj – Centralamerikanska federationen upplöses, och Costa Rica, Guatemala, El Salvador, Honduras, Los Altos och Nicaragua blir självständiga.

### Juni
- 19 juni – Publicisten Magnus Jacob Crusenstolpe anklagas och döms för majestätsförbrytelse, vilket leder till att det utbryter kravaller i Stockholm dagen därpå.
- 30 juni – Judereglementet upphävs. De svenska judarnas medborgerliga rättigheter utökas med ökad rörelsefrihet och större möjligheter att verka som näringsidkare när judereglemtentet ersätts med ett emancipationsedikt. För att inte underblåsa oroligheterna i Stockholm offentliggörs inte detta förrän i augusti.

### Juli
- 19 juli – Då Crusenstolpes rätt att överklaga domen går ut, utan att något har gjorts åt saken, utbryter ånyo kravaller i Stockholm.

### Augusti
- 1 augusti – Slaveriet avskaffas i hela det brittiska imperiet.
- 10 augusti – Judereglementet 1838 i Sverige ger judar (mosaiska trosbekännare) fri bosättningsrätt, samt rätt att utöva alla yrken utom statliga ämbeten.[5]

### September

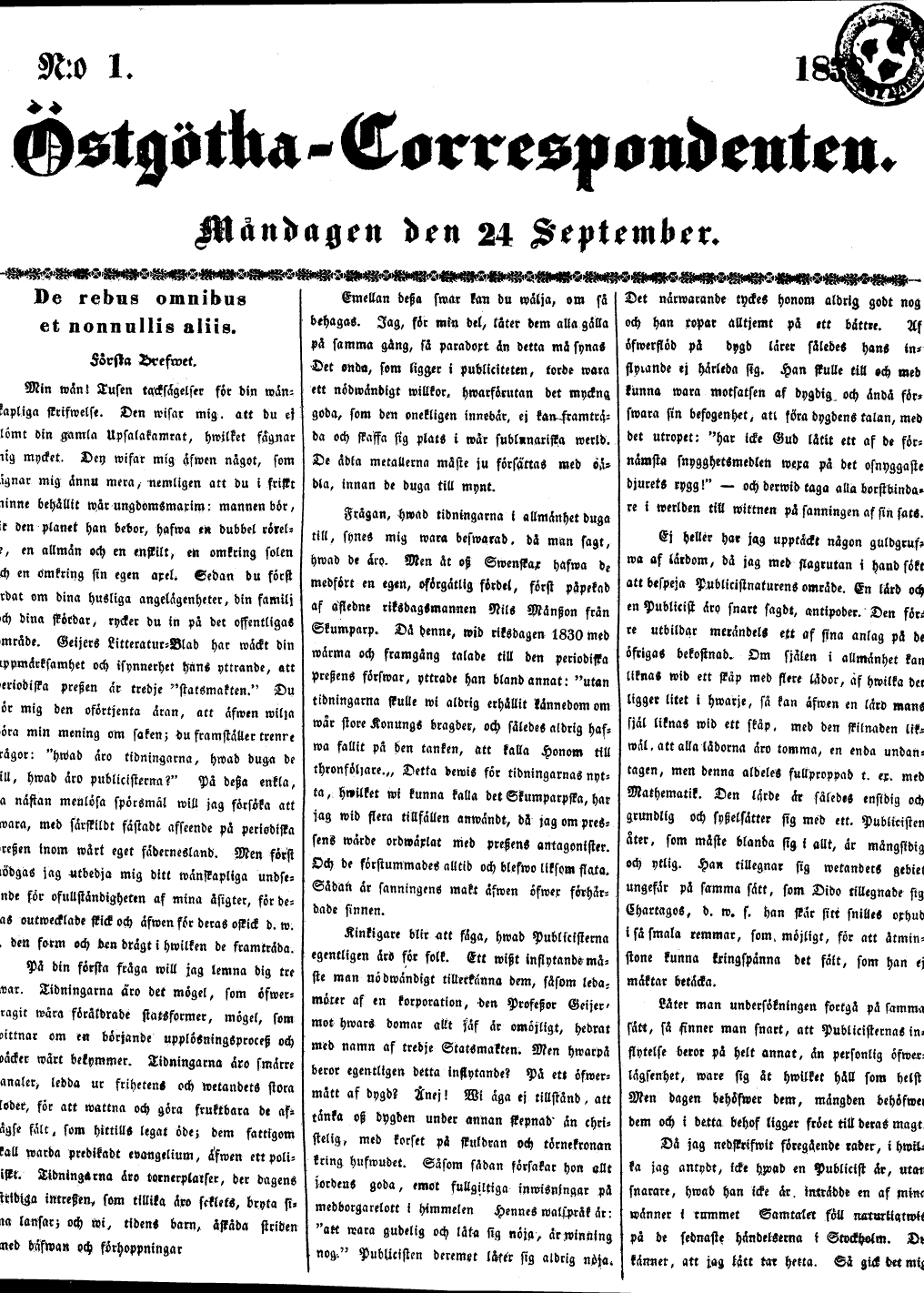
Östgöta Correspondenten.

- 24 september – Den liberala morgontidningen Östgöta Correspondenten börjar utges av Henrik Bernhard Palmaer.

### December
- 24 december – Amerikanska flottan landstiger på Sumatra för att utföra vedergällning mot de infödda i städerna Quallah Battoo och Muckie för härjningar mot amerikanska skepp.[6]

### Okänt datum
- Pitcairns kvinnor blir först i världen att få rösträtt.[7]
- Erik Gustaf Geijer offentliggör sitt "avfall" från den konservativa åskådningen och meddelar sig nu vara liberal, vilket väcker uppståndelse i hela Sverige.
- Kung Karl XIV Johan benådar stortjuven Lasse-Maja (Lars Molin), efter att han avtjänat ett 25-årigt fängelsestraff på Karlstens fästning.
- Svenska kyrkans historia börjar ges ut av teologiprofessorn Henrik Reuterdahl, som resultat av ökat intresse för de medeltida urkunderna.
- Två halvofficiella bordeller, London och Stadt Hamburg, öppnar i Stockholm.

## Födda

### Första kvartalet

#### Januari
- 1 januari – Ernst Linder den äldre, finländsk godsägare. (död 1868)
- 2 januari – Jules Brunet, fransk militär. (död 1912)
- 6 januari – Max Bruch, tysk kompositör. (död 1920)
- 17 januari – Liss Olof Larsson, svensk lantmannapolitiker. (död 1896)
- 30 januari – Alfred Ritter von Kropatschek, österrikisk militär och militärtekniker. (död 1911)

#### Februari
- 18 februari – Ernst Mach, österrikisk fysiker. (död 1916)

#### Mars
- 1 mars – Gabriele Possenti, italiensk passionistbroder, helgon. (död 1862)

### Andra kvartalet

#### April
- 2 april – Léon Gambetta, fransk statsman. (död 1882)
- 10 april – Gustav Droysen, tysk historiker. (död 1908)
- 18 april – Nils Håkansson, svensk lantbrukare och riksdagsman. (död 1925)

#### Maj
- 10 maj – John Wilkes Booth, amerikansk skådespelare, Abraham Lincolns mördare. (död 1865)

#### Juni
- 27 juni – Bankim Chandra Chatterjee, indisk författare, som skrev en av de första romanerna på bengali. (död 1894)

### Tredje kvartalet

#### Juli
- 8 juli – Ferdinand von Zeppelin, tysk general och luftskeppskonstruktör. (död 1917)
- 11 juli – Urban A. Woodbury, amerikansk republikansk politiker, guvernör i Vermont 1894–1896. (död 1915)
- 20 juli – P.P. Waldenström, svensk präst, framstående inom Svenska Missionsförbundet. (död 1917)
- 28 juli – John I. Mitchell, amerikansk republikansk politiker. (död 1907)
- 30 juli – Henry A. du Pont, amerikansk republikansk politiker, militär och affärsman, senator 1906–1917. (död 1926)
- 31 juli – Anton Martin, svensk borgmästare och riksdagsman. (död 1895)

#### Augusti
- 12 augusti – Warner Miller, amerikansk republikansk politiker. (död 1918)
- 24 augusti – Ludvig Filip, fransk tronarvinge, greve av Paris. (död 1894)
- 31 augusti – Abel Bergaigne, fransk språkvetenskapsman, indolog och universitetslärare. (död 1888)

#### September
- 7 september – Sven Sjöblom, svensk lektor och riksdagspolitiker. (död 1886)
- 14 september – Hanna Ouchterlony, Frälsningsarméns grundare i Sverige. (död 1924)
- 27 september – Lawrence Sullivan Ross, amerikansk militär och politiker. (död 1898)

### Fjärde kvartalet

#### Oktober
- 8 oktober – John Hay, amerikansk republikansk politiker, USA:s utrikesminister 1898–1905. (död 1905)
- 21 oktober – Ludvig I av Portugal, kung av Portugal 1861–1889. (död 1889)
- 25 oktober – Georges Bizet, fransk kompositör. (död 1875)

#### November
- 29 november – Giovanni Losi, italiensk präst och missionär. (död 1882)

#### December
- 1 december – Theodor Decker, finländsk arkitekt. (död 1899)
- 3 december – Octavia Hill, engelsk filantrop och författare. (död 1912)
- 11 december – Emil Rathenau, tysk ingenjör och industriman, grundare av AEG. (död 1915)
- 22 december – Richert Vogt von Koch, svensk militär och författare. (död 1913)
- 24 december – John Morley, brittisk författare och politiker. (död 1923)
- 31 december – Émile Loubet, fransk politiker, Frankrikes president 1899–1906. (död 1929)

## Avlidna

### Första kvartalet

#### Januari
- 5 januari – Maria Cosway, 77, brittisk-italiensk konstnär och pedagog.

#### Februari
- 6 februari – Piet Retief, 57, sydafrikansk boerledare.

#### Mars
- 2 mars – Ludwig Abeille, 77, tysk pianist och kompositör.
- 8 mars – Stephen Decatur Miller, 50, amerikansk politiker.
- 23 mars – Michael Anckarsvärd, 96, svensk greve, militär och politiker.

### Andra kvartalet

#### April
- 10 april – Johan Georg Chiewitz, 51, svensk grafiker.

#### Maj
- 4 maj – Christine Englerth, 70, tysk företagsledare.

#### Juni
- 4 juni – Anselme Gaëtan Desmarest, 54, fransk zoolog och författare.

### Tredje kvartalet

#### Juli
- 12 juli – Ezra Butler, 74, amerikansk politiker, guvernör i Vermont 1826–1828.
- 18 juli – Jeduthun Wilcox, 69, amerikansk politiker, kongressledamot 1813–1817.

#### Augusti
- 17 augusti – Lorenzo Da Ponte, 89, italiensk författare.

#### September
- 1 september – William Clark, 68, amerikansk upptäcktsresande.

### Fjärde kvartalet

#### Oktober
- 5 oktober – Pauline Léon, 71, fransk feminist och politiker.
- 17 oktober – Nathan Sanford, 60, amerikansk politiker, senator 1815–1821 och 1825–1831.

#### November
- 10 november – Daniel Arosenius, 74, svensk präst.
- 13 november – George Jones, 72, amerikansk politiker, senator 1807.

#### December
- 11 december – Isaac Tichenor, 84, amerikansk politiker, senator 1796–1797 och 1815–1821.

### Fotnoter
1. ↑   patent US588, Screw Propeller, Google Patents /patents.google.com (läst 17 juli 2025)
2. ↑  ”Värmlands brandhistoriska klubb”. Arkiverad från originalet den 12 oktober 2011. https://www.webcitation.org/62NB7kO36?url=http://www.brandhistoriska.org/olyckor_se.html.
3. ↑  ”Steamship Curaçao”. http://www.vrcurassow.com/2dvrc/sscuracao/sscuracao.html. Läst 2 februari 2011.
4. ↑  ”Icons, a portrait of England 1820-1840”. Arkiverad från originalet den 12 mars 2006. https://web.archive.org/web/20060312235958/http://www.icons.org.uk/theicons/icons-timeline/1820-1840. Läst 12 september 2007.
5. ↑  Stig Hadenius/Torbjörn Nilsson, Gunnar Åselius, Sveriges historia – vad varje svensk bör veta, Bonnier Alba 1996
6. ↑  ”USA:s militära insatser i utlandet 1798-2004”. Arkiverad från originalet den 12 oktober 2011. https://www.webcitation.org/62NCLaa95?url=http://www.history.navy.mil/library/online/forces.htm.
7. ↑  ”"World suffrage timeline – women and the vote"”. Arkiverad från originalet den 27 mars 2016. https://web.archive.org/web/20160327170024/http://www.nzhistory.net.nz/politics/womens-suffrage/world-suffrage-timeline., New Zealand Ministry of Culture and Heritage